# スペクトル分類
スペクトル分類（スペクトルぶんるい、英: spectral classification）とは、恒星の分類法の一つである。スペクトル分類によって細分された星のタイプをスペクトル型（英: spectral type）と呼ぶ。恒星から放射された電磁波を捉え、スペクトルを観察することによって分類する。恒星のスペクトルはその表面温度や化学組成により変わる。表面温度を元にして分類する狭義のスペクトル型（ハーバード型）と、星の本来の明るさを示す光度階級 (luminosity class) があり、両者を合わせて2次元的に分類するMK分類が広く用いられている。これは、この分類を提唱した天文学者のウィリアム・ウィルソン・モーガンとフィリップ・チャイルズ・キーナンの名前に由来する。
恒星のスペクトルのそれぞれの線は、特定の元素や分子の存在を示しており、その特徴の強度はそれらの存在量を示している。異なるスペクトル線の強度は主に恒星の光球の温度に左右されるが、いくつかの場合では元素の実際の存在量の違いを反映している場合がある。高温の天体では水素の吸収線が、低温の天体ではその他の重元素による吸収線が強く現れる傾向にある。また特に低温の星では、原子に加えて分子の吸収線も見られるようになる。
ほとんどの星は、MK分類を用いて分類されている。これは O、B、A、F、G、K および M を用いた分類を用いており、O型が最も高温で、M型が最も低温である。アルファベットの順番がバラバラであるのは、スペクトル型と天体の温度が対応していると判明したのがアルファベット順の分類が開発された後であり、後に温度の順番に並べ替えて現在の様式に整理されたという歴史的な経緯に由来する。それぞれの文字の分類はさらに0から9を用いて細分化され、この中では0が最も高温で、9が最も低温であることを示す。例えば、A8、A9、F0、F1 という分類は高温から低温になるように並んでいる。この分類法は、古典的な恒星の分類には当てはまらないその他の星や恒星に似た天体を分類できるように拡張されている。例えば白色矮星を表す D、炭素星を表す S や C などが加えられた。また、褐色矮星などの低温の天体のスペクトルとして、L、T、Y が導入されている。
MK分類ではローマ数字を用いた光度階級も合わせて用いられており、これは恒星のスペクトルにおける特定の吸収線の線幅に基づいて定められている。線幅は恒星大気の密度によって変化するため、恒星が矮星（主系列星）か巨星であるかを区別することができる。光度階級では、極超巨星に対しては 0 もしくは Ia+、超巨星に対しては I、明るい巨星に対しては II、通常の巨星に対しては III、準巨星に対しては IV、主系列星に対しては V、準矮星に対しては sd もしくは VI、そして白色矮星に対しては D もしくは VII が割り当てられている。この記法をすべて用いた場合の太陽のスペクトル型は G2V であり、これは表面温度が 5800 K 程度の主系列星であることを意味する。

## 伝統的な色による分類

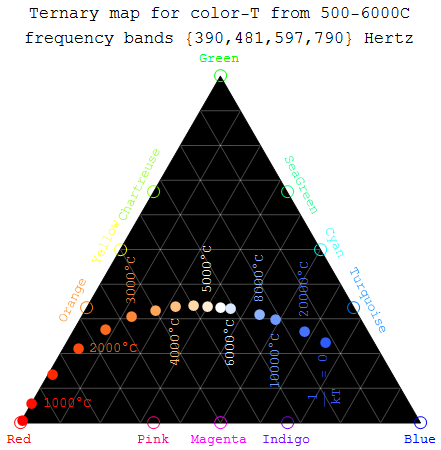
温度と色の三角グラフ

伝統的な色の記述は恒星のスペクトルの極大のみを考慮していた。しかし実際には、恒星はスペクトルのすべての範囲で放射をしている。すべてのスペクトルの色が合わさると白く見えるため、人間の目が実際に感じる見かけの色は、伝統的な色の記述が示すものよりもずっと明るく見える。この「明度」の特性を考慮すると、単純にスペクトル中で極大となる波長の色を割り当てる方法は、恒星の分類において混乱の元となりうる。薄明かりの中での色とコントラストの錯覚を除けば、緑色や藍色、紫色に見える星は存在しない。赤色矮星は濃いオレンジ色であるし、褐色矮星は文字通りの褐色には見えず、近傍にいる観測者には理論上は薄い灰色に見えると考えられる。

## 現在の分類

ハーバード分類に基づきO型からM型まで並べられた恒星

現在の分類体型は、MK分類 (Morgan–Keenan classification) として知られている。それぞれの恒星は、従来からあるハーバード分類によるスペクトル型と、ローマ数字を用いた光度階級が割り当てられ、これが恒星のスペクトル型を構成する。
そのほか、現在の測光システム、例えばジョンソンのUBVシステムなどは、色指数に基づいた分類となっている。これは、3つやそれ以上の色での等級の差の測定を元にしている。これらの数値は、U-V や B-V といった表記が用いられ、2つの標準的なフィルターを通した色等級の差を表している。例えばUは紫外線 (Ultraviolet)、Bは青 (Blue)、Vは可視光 (Visual) という風にである。

### ハーバード分類
ハーバード分類は、天文学者アニー・ジャンプ・キャノンによる1次元の分類である。キャノンは、それまでに存在したアルファベットを用いた分類を並べ直し、単純化した。恒星はそのスペクトルの特徴に応じてアルファベット1文字でグループ分けされ、オプションとして数字で細分化される。主系列星の表面温度は約 2000 K から 50000 K までの値を取りうるが、より進化した恒星は 100000 K を超える場合もある。物理的には、この分類は恒星大気の温度を示しており、通常は温度が高いものから低いものへの順番で並べられる。
| 型 | 有効温度        | 色度 (ベガ基準) | 質量 (M☉)    | 半径 (R☉)    | 光度 (L☉)    | 水素線     | 存在割合  |
| -- | --------------- | --------------- | ------------ | ------------ | ------------ | ---------- | --------- |
| O  | ≥ 30,000 K      | 青              | ≥ 16 M☉      | ≥ 6.6 R☉     | ≥ 30,000 L☉  | 弱い       | ~0.00003% |
| B  | 10,000–30,000 K | 青白            | 2.1–16 M☉    | 1.8–6.6 R☉   | 25–30,000 L☉ | 中間       | 0.13%     |
| A  | 7,500–10,000 K  | 白              | 1.4–2.1 M☉   | 1.4–1.8 R☉   | 5–25 L☉      | 強い       | 0.6%      |
| F  | 6,000–7,500 K   | 黄白            | 1.04–1.4 M☉  | 1.15–1.4 R☉  | 1.5–5 L☉     | 中間       | 3%        |
| G  | 5,200–6,000 K   | 黄              | 0.8–1.04 M☉  | 0.96–1.15 R☉ | 0.6–1.5 L☉   | 弱い       | 7.6%      |
| K  | 3,700–5,200 K   | 橙              | 0.45–0.8 M☉  | 0.7–0.96 R☉  | 0.08–0.6 L☉  | 非常に弱い | 12.1%     |
| M  | 2,400–3,700 K   | 橙赤            | 0.08–0.45 M☉ | ≤ 0.7 R☉     | ≤ 0.08 L☉    | 非常に弱い | 76.45%    |

ヘルツシュプルング・ラッセル図は恒星の分類と絶対等級、光度、温度を関連付ける。

OからMまでのスペクトル型、および後述する他のより特殊な分類は、さらに 0-9 までの数字で細分化される。ここで、0が各分類の中で最も高温のものを表す。例えば、A型星の中ではA0の恒星が最も高温で、A9が最も低温である。小数が用いられる場合もあり、例えばじょうぎ座μ星のスペクトル型はO9.7である。太陽はG2に分類される。
従来の色の記述は天文学では伝統的なものであり、白色とみなされるA型星の平均色に対する色を表す。みかけの色の記述は、暗い空にある恒星を肉眼や双眼鏡を用いて観察した際に観測者が見る色に対応している。しかし非常に明るいものを除けば、大部分の恒星は肉眼では色覚が働くには暗すぎるため、白色や青白色に見える。赤色超巨星は同じスペクトル型に分類される矮星（主系列星）よりも低温で赤く、また炭素星のような特異なスペクトルの特徴を示す恒星はあらゆる黒体よりもずっと赤くなることがある。
ハーバード分類が恒星の表面、もしくは光球の温度（より正確にはその有効温度）を示しているという事実は、この分類が開発されるまでは完全には理解されていなかった。しかし、ヘルツシュプルング・ラッセル図が初めて定式化された1914年までには、そのことは一般に真実であると考えられていた。1920年代に、インドの物理学者メグナード・サハが分子の解離に関する物理化学のよく知られたアイデアを原子の電離に拡張することにより、電離に関する理論を導出した。彼はその理論を太陽彩層に応用し、さらに恒星のスペクトルにも応用した。
その後、ハーバード大学の天文学者セシリア・ペイン＝ガポーシュキンが、O-B-A-F-G-K-M のスペクトルの順序が実際に温度の順番であることを学位論文の研究の中で示した。スペクトルの分類の順番はそれが温度の順番であることが理解される以前から存在しているものであるため、スペクトル型をB3やA7などのようにさらに細分化する際には、恒星スペクトルの吸収特徴の強度の（主に主観的な）推定に基づいている。その結果として、スペクトル型の細分は数学的に表現できるような均等な間隔で分割されてはいない。

### ヤーキスのスペクトル分類

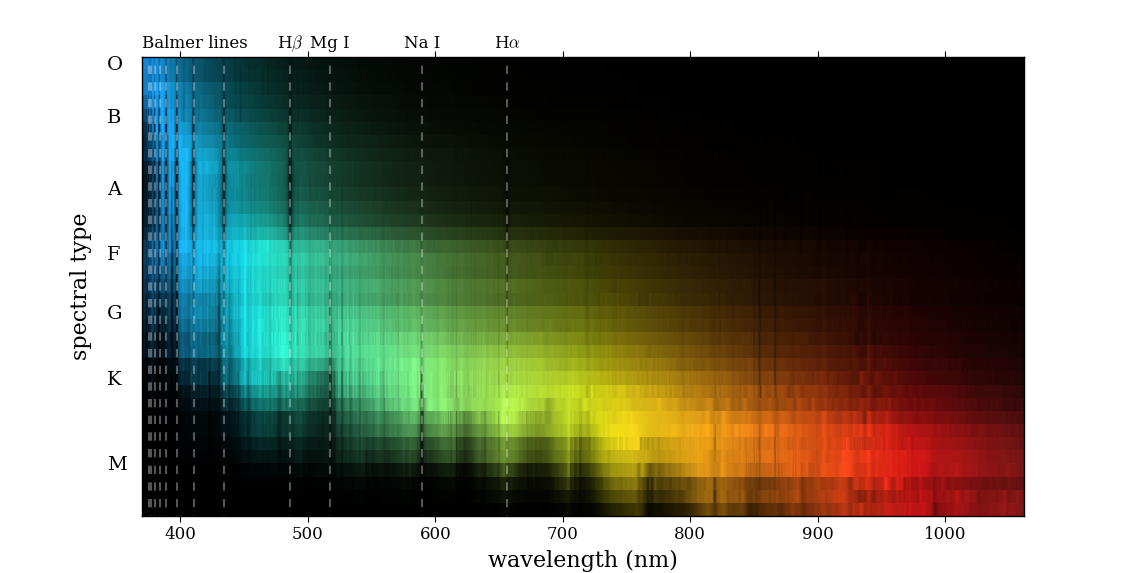
主系列星の疑似カラースペクトルの合成画像

ヤーキスのスペクトル分類は、1943年にヤーキス天文台のウィリアム・ウィルソン・モーガン、フィリップ・チャイルズ・キーナン、エディス・ケルマンによって導入された恒星のスペクトル分類のシステムである。提案者らの頭文字を取って MKK システムと呼ばれる場合もある。この分類法は2次元的（温度と光度）なものであり、恒星の光度に関係する恒星の温度と表面重力に敏感なスペクトル線に基づいているが、ハーバード分類は表面温度のみに基づいている。その後、1953年には標準星と分類基準のいくつかの改定を経てこの分類法はMK分類と命名され、引き続き使用されている。
表面重力が強い高密度の恒星は、スペクトル線の圧力広がりが大きくなる。一方、巨星は同じ質量の主系列星よりも半径がずっと大きいため、表面での重力と圧力は小さく、スペクトル線の線幅も小さくなる。そのため、スペクトルの違いは「光度効果」として解釈でき、光度や絶対等級の情報が無くてもスペクトルの調査のみから光度階級を割り当てることが可能となる。
以下の表の通り、多数の光度階級が識別されている。
| 光度階級                 | 説明                                | 例                             |
| ------------------------ | ----------------------------------- | ------------------------------ |
| 0 or Ia+                 | 極超巨星 もしくは極めて明るい超巨星 | はくちょう座OB2-12 – B3-4Ia+   |
| Ia                       | 明るい超巨星                        | おおいぬ座η星 – B5Ia           |
| Iab                      | 中間サイズの明るい超巨星            | はくちょう座γ星 – F8Iab        |
| Ib                       | 暗い超巨星                          | ペルセウス座ζ星 – B1Ib         |
| II                       | 輝巨星                              | うさぎ座β星 – G0II             |
| III                      | 通常の巨星                          | アークトゥルス – K0III         |
| IV                       | 準巨星                              | カシオペヤ座γ星 – B0.5IVpe     |
| V                        | 主系列星（矮星）                    | アケルナル – B6Vep             |
| VI あるいは sd（接頭辞） | 準矮星                              | HD 149382 – sdB5 あるいは B5VI |
| VII あるいは D（接頭辞） | 白色矮星                            | ヴァン・マーネン星 – DZ8       |

光度階級では、隣接した分類の並記も許容されている。例えば、ある恒星は超巨星もしくは輝巨星のいずれかであるという場合もありうるし、準巨星と主系列星の分類の中間に位置しているという場合もありうる。これらの場合、2つの特別な文字が用いられる。
- スラッシュ (/) は、その恒星がどちらかの階級に属することを意味する。
- ダッシュ (-) は、その恒星が2つの階級の間に位置することを意味する。

例えば、A3-4 III/IV というスペクトル分類の場合、その恒星はスペクトル型がA3とA4の間にあり、巨星もしくは準巨星であることを意味する。
準矮星の分類も同様に用いられる。光度階級 VI は、主系列星よりもわずかに暗い恒星である準矮星に用いられる。
主系列星と巨星の温度を示す文字は白色矮星に対しては用いられなくなったため、光度階級VIIやそれより大きな数字は白色矮星や高温準矮星に対してはほとんど使用されなくなった。
超巨星以外の光度階級に関しても、時おり a と b の文字が用いられる場合がある。例えば、典型的な巨星よりもやや暗い巨星に対しては、IIIbという光度階級が与えられることがある。
光度階級がVの恒星のうち、ヘリウムイオン (He II) の λ4686 のスペクトル線で強い吸収を示す極端なものには、Vz という記号が与えられる。一例はHD 93129B である。

### 特異なスペクトル
各スペクトル型に対して小文字でさらなる分類体系を用いることで、スペクトルの固有の特徴を表すことができる。
| 記号     | 恒星のスペクトルの特徴                                       |
| -------- | ------------------------------------------------------------ |
| :        | スペクトルの値が不明確                                       |
| ...      | 不明なスペクトルの特徴が存在する                             |
| !        | 特殊                                                         |
| comp     | 複合スペクトル                                               |
| e        | 輝線が存在する                                               |
| [e]      | 禁制線の輝線が存在する                                       |
| er       | 輝線の中央が縁よりも弱く「逆転」している                     |
| eq       | P Cyg プロファイルを伴った輝線                               |
| f        | N III と He II 輝線                                          |
| f*       | N IV λ4058 Å が N III λ4634 Å、λ4640 Å、λ4642 Å 線よりも強い |
| f+       | N III 線に加え Si IV λ4089 Å と λ4116 Å の放射もある         |
| (f)      | N III の放射があり、He II の吸収が存在しないか弱い           |
| (f+)     | [ 38 ]                                                       |
| ((f))    | 弱い N III 放射を伴った強い He II の吸収を示す               |
| ((f*))   | [ 38 ]                                                       |
| h        | 水素輝線を持つウォルフ・ライエ星                             |
| ha       | 水素が吸収でも放射でも見られるウォルフ・ライエ星             |
| He wk    | 弱いヘリウム線                                               |
| k        | 星間吸収の特徴が見られるスペクトル                           |
| m        | 金属の特徴が強い                                             |
| n        | 回転による広い (星雲状の) 吸収が見られる                     |
| nn       | 非常に広い吸収の特徴が見られる                               |
| neb      | 星雲のスペクトルが混入している                               |
| p        | 詳細不明な特異星                                             |
| pq       | 新星のスペクトルに類似した特異なスペクトル                   |
| q        | P Cyg プロファイル                                           |
| s        | 細い (鋭い) 吸収線                                           |
| ss       | 非常に細い線                                                 |
| sh       | ガス殻星の特徴                                               |
| var      | スペクトル特性に変動性がある (v と略記される場合もある)      |
| wl       | 弱いスペクトル線 ("w"、"wk" を用いる場合も)                  |
| 元素記号 | その特定の元素の異常に強いスペクトル線を持つ                 |

例えば、はくちょう座59番星はスペクトル型 B1.5Vnne に分類される。つまりこの恒星は通常の分類で B1.5V となるスペクトルに、非常に広い吸収線と特定の輝線を持っているということを意味する。

## スペクトル分類の歴史

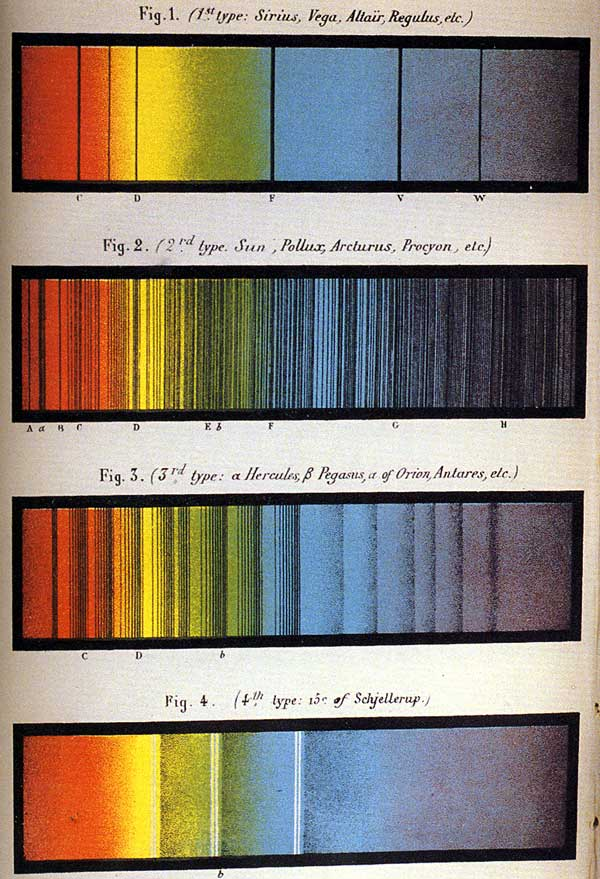
セッキのスペクトル型の指針（"152 Schjellerup"はりょうけん座Y星を指す）

ハーバード分類での一見奇妙なアルファベットの順番は歴史的な背景に基づくものであり、初期のセッキによる分類法から発展し、物理的な背景の理解が進むにつれて分類法は徐々に修正されていった。

### セッキの分類
1860年代から1870年代の間、恒星の分光学者の先駆者であるアンジェロ・セッキが、観測されたスペクトルを分類するために独自の分類を考案した。1866年までに、セッキは以下の表に示すIからIIIまでの3つの恒星のスペクトルの分類を開発した。
1890年代後半、セッキによるスペクトルの分類法はハーバード分類に取って代わられるようになった。
| 分類番号                        | セッキの分類の説明 |
| ------------------------------- | --- |
| Secchi class I                  | 広く深い水素のスペクトル線を持つ、白や青色の恒星。ベガやアルタイルが該当し、現在の分類ではA型から早期F型星までに相当する。 |
| Secchi class I (オリオン亜分類) | Secchi class I のサブタイプであり、スペクトル線が広いものではなく細い恒星。リゲルやベラトリックスが該当し、現在の分類では早期B型星に相当する。 |
| Secchi class II                 | 水素のスペクトル線が弱いが、金属のスペクトル線が見られる黄色の恒星。太陽やアークトゥルス、カペラが該当し、現在の分類では晩期F型やG型、K型を含む。 |
| Secchi class III                | 複雑なバンドスペクトルを持つ、橙色から赤色の恒星。ベテルギウスやアンタレスが該当し、現在の分類ではM型に相当する。 |
| Secchi class IV                 | 1868年にセッキは炭素星を発見し、これを独立した分類に置いた。強い炭素のバンドとスペクトル線を持つ赤い恒星が該当し、現在の分類ではC型とS型に相当する。 |
| Secchi class V                  | 1877年に、セッキは5番目の分類を追加した。カシオペヤ座γ星やこと座β星などの輝線星が該当し、現在の分類ではBeに相当する。1891年にエドワード・ピッカリングは、class V は現在の分類でのO型 (後にウォルフ・ライエ星も含む) と、惑星状星雲の中にある恒星に相当するものであると提唱した。 |

セッキによる分類に用いられているローマ数字は、ヤーキスの光度階級に用いられているローマ数字や中性子星の分類に提案されているものとは完全に無関係であるため、混同しないよう注意が必要である。

### ドレイパーの分類
1880年代に天文学者のエドワード・ピッカリングが、ハーバード大学天文台において対物プリズム法を用いて恒星スペクトルのサーベイを開始した。この研究の初期成果は、1890年に『Draper Catalogue of Stellar Spectra』として出版された。このカタログのスペクトルの大部分はウィリアミーナ・フレミングによって分類されたものである。
このカタログは、以前のセッキのIからVまでの分類をさらに細分化する手法を用いており、AからPまでの文字を用いた分類を行っている。また、他のどの分類にも合致しないものに対してはQが用いられた。
| セッキ                                       | ドレイパー          | 参考                                               |
| -------------------------------------------- | ------------------- | -------------------------------------------------- |
| I                                            | A, B, C, D          | 水素線が支配的                                     |
| II                                           | E, F, G, H, I, K, L |                                                    |
| III                                          | M                   |                                                    |
| IV                                           | N                   | カタログ中には存在しない                           |
| V                                            | O                   | 明るい線を持つウォルフ・ライエ星のスペクトルを含む |
| V                                            | P                   | 惑星状星雲                                         |
|                                              | Q                   | その他のスペクトル                                 |
| MK分類に引き継がれた分類は太字で表してある。 |                     |                                                    |

### ハーバード分類
1897年、ハーバードの別の天文学者アントニア・モーリは、セッキによる class I のオリオン亜分類を、残りの class I よりも先に配置した。これは現在の分類で言うと、A型よりも先にB型を置くことに相当する。これを行ったのはモーリが初めてであるが、彼女はスペクトル型の文字は用いず、かわりにIからXXIIまでの22種類の数字を用いた。
1901年、アニー・ジャンプ・キャノンによってドレイパーカタログでの文字による分類が再び用いられたが、彼女は O、B、A、F、G、K、M と N、および惑星状星雲のPとその他の特徴的なスペクトルのQ以外の文字は使用せず、スペクトル型の分類を再編した。またキャノンはB型とA型の中間にある恒星に対してはB5A、F型からG型への5分の1の位置にある恒星に対してはF2Gなどとする分類を用いた。最終的に1912年には、B、A、B5A、F2Gなどの型を、それぞれB0、A0、B5、F2などとする表記法が確立した。これが実質的にハーバード分類の現在の形式として現在まで用いられている。
スペクトル型の文字を記憶する方法としては、温度が高い方から低い方へ、"Oh, Be A Fine Girl/Guy, Kiss Me!"（ああ、お上品な女の子/男の子になってキスしてください！）というものがよく知られている。そのほか、炭素星に用いられていたR型、N型やS型を含めて "Right Now, Sweet!" と続けるもの、後年に追加された褐色矮星などのさらに低温なスペクトル型であるL型やT型を含めて "Let's Tea/Turn/Try!" と続けるものなど、様々なバリエーションがある。

### ウィルソン山の分類

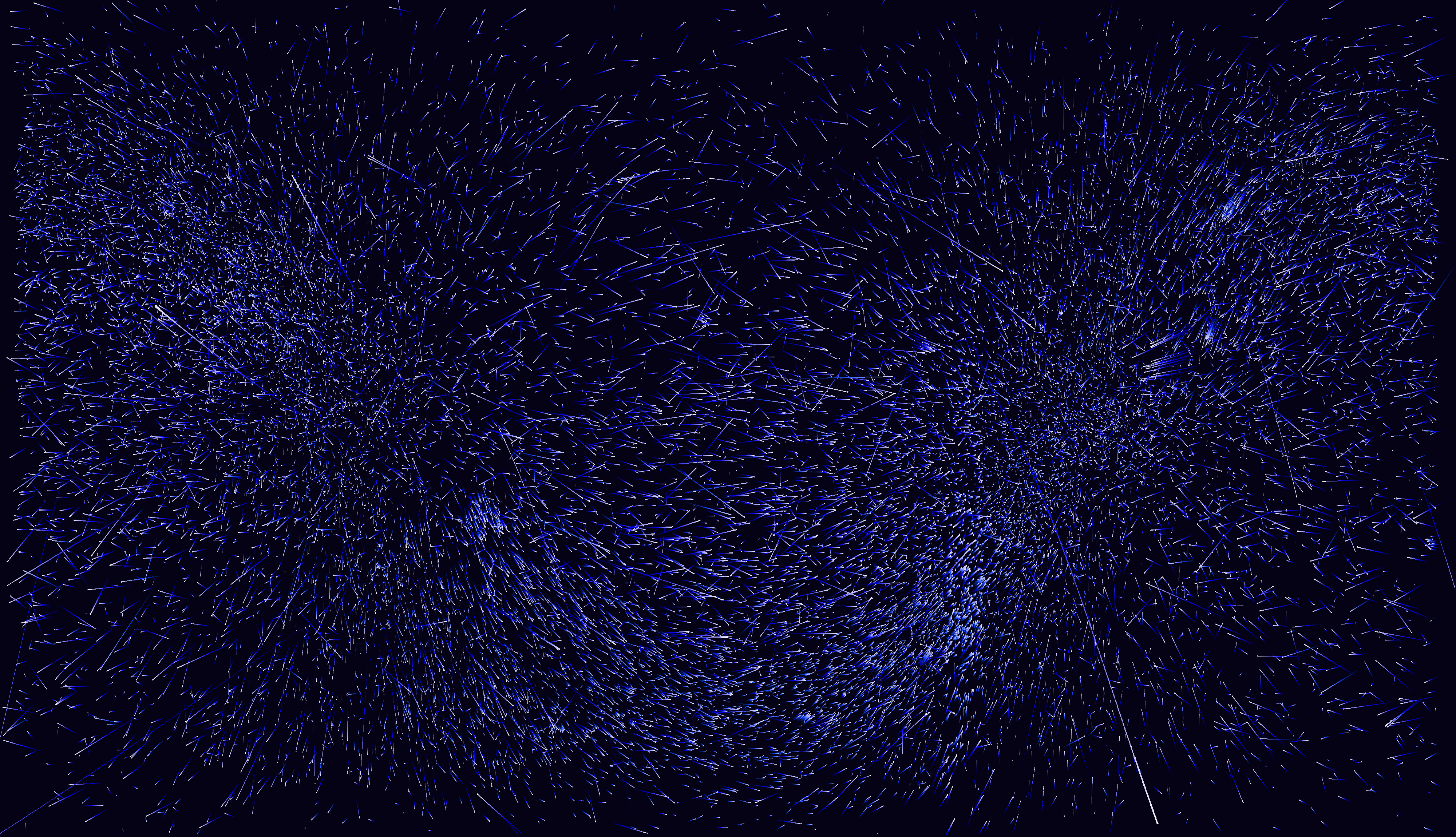
前後20万年の間の早期型星の固有運動

ウィルソン山の分類として知られる光度階級が、異なる光度を持つ恒星を識別するために使用されていた。この記法は、現在のスペクトル分類においても依然として使用される場合がある。
| 階級 | 意味   |
| ---- | ------ |
| sd   | 準矮星 |
| d    | 矮星   |
| sg   | 準巨星 |
| g    | 巨星   |
| c    | 超巨星 |

## スペクトル型

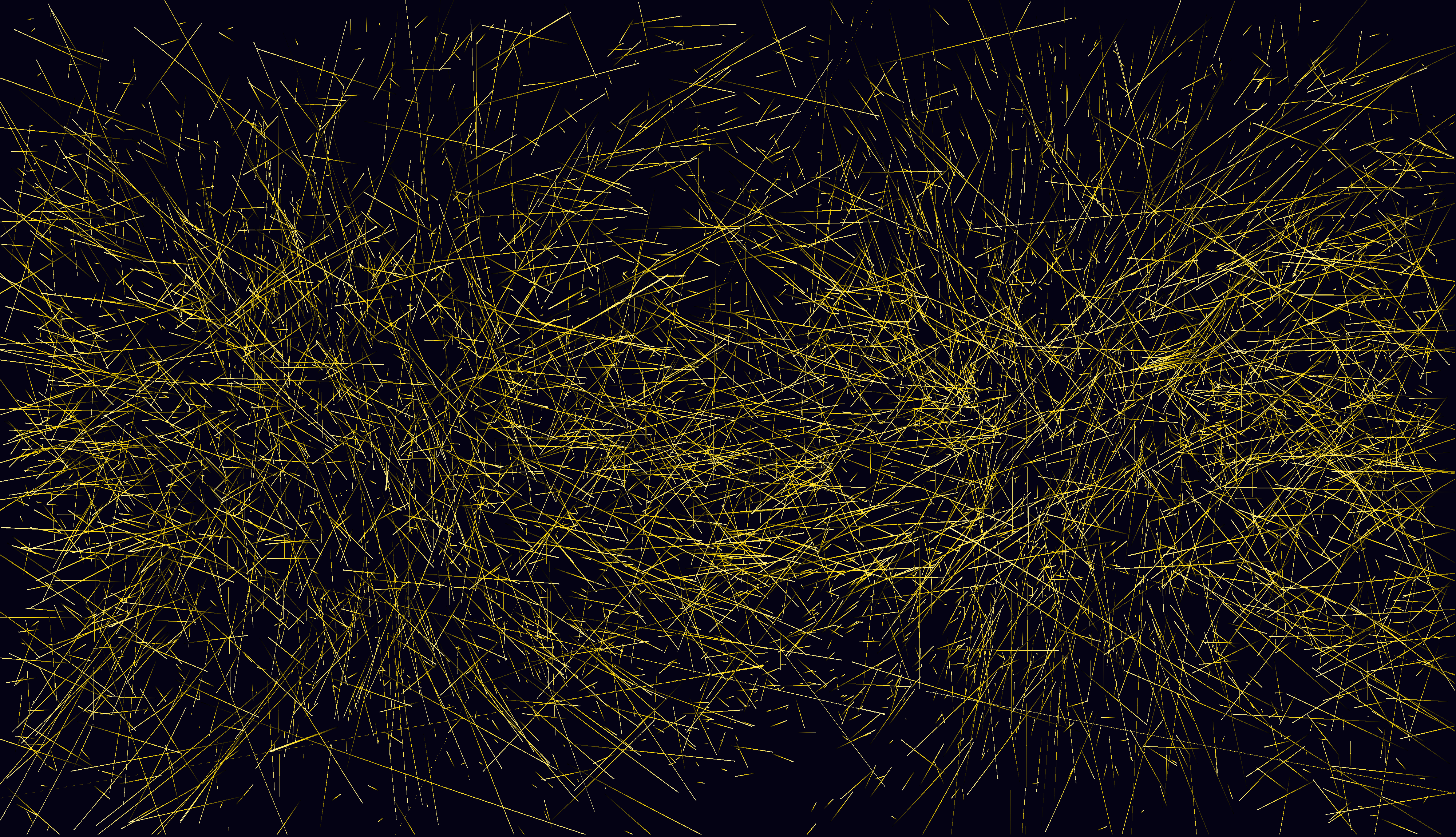
前後20万年の間の太陽向点（左）と太陽背点（右）周りでの晩期形星の動き

恒星の分類方法は、生物学における種の分類と同様に、基準標本に基づいた分類である。カテゴリーは、そのカテゴリーとその下部カテゴリーにおける1つかそれ以上の恒星と、それに伴った特徴の説明によって定義される。

### 「早期」と「晩期」という用語
恒星はしばしば「早期」 (early) もしくは「晩期」 (late) という表現で形容される場合がある。この場合、「早期」はより高温であることを意味し、「晩期」はより低温であることを意味する。
文脈に依存し、「早期」と「晩期」は絶対的・相対的な意味の双方で用いられる。絶対的な用法としての「早期」の場合はO型星やB型星を指し、場合によってはA型星を含む。相対的な用法の場合は同じ分類の中でも高温な恒星を指して使われ、例えば「早期K型星」とした場合はK0型やK1型、あるいはK3型程度までを指す。「晩期」も同様であり、K型星やM型星を指して「晩期型星」と呼ぶ絶対的な用法と、より低温なG7型、G8型、G9型を指して「晩期G型星」と呼ぶような相対的な用法がある。
相対的な意味で用いられる場合は、「早期」はスペクトル型の文字に続くアラビア数字が小さいものを意味し、「晩期」は大きいものを意味する。さらに、数字が中程度のものに対しては「中期」 (mid) が用いられる場合もある。
このあいまいな用語は、20世紀前半の恒星進化モデルを受け継いだものである。当時のモデルでは、恒星はケルビン・ヘルムホルツ機構を介して重力収縮でエネルギーを生み出していると考えられていたが、これは現在では主系列星に対しては適用できないことが知られている。もしこのモデルが正しかったとした場合、恒星は非常に高温な「早期型」の恒星としてその一生を開始し、その後徐々に冷却して「晩期型」の恒星になる。すなわち、「早期」や「晩期」という表現は、当時の理論における恒星の一生の早期か晩期かを表現したものである。このメカニズムに基づいて太陽の年齢を推定すると、地球の地質記録から推定される年齢よりずっと小さいものになってしまい、恒星が核融合反応によってエネルギーを生み出していることが分かるとかつての恒星進化モデルは廃れていった。しかし、スペクトル型に対する「早期」や「晩期」という呼び方は、これらが基づいていた理論モデルが否定された後も受け継がれた。

### O型星

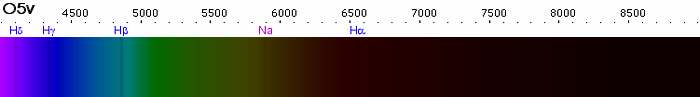
O5V星のスペクトル

O型星は非常に高温で極めて明るく、放射の大部分を紫外線の波長域で行っている。O型星は主系列星の中で最も希少な存在である。太陽の近傍にある主系列星のうち、300万個に1個 (0.00003%) の割合でO型星が存在する。非常に重い恒星のいくつかはこのスペクトル型に分類される。O型星はしばしば複雑な周辺環境を持つため、スペクトルの測定が難しい。
O型のスペクトルは、かつてはHe I λ4471 に対する He II λ4541 のスペクトル線の強度で定義されていた。ここで、λ は波長であり、それに続く数値の単位はオングストローム (Å) である。2つのスペクトル線の強度が等しくなっているものがO7と定義され、早期型になるほど He I 線が弱くなる。O3型はそのスペクトル線が完全に消えるところとして定義されていたが、現在の技術で観測すると非常に弱いスペクトル線があることが分かる。そのため、現在の定義は窒素のスペクトル線で、N III λ 4634-40-42 に対する N IV λ 4058 の強度比を用いている。
O型星は支配的な吸収線を持ち、またしばしばヘリウム II の輝線と、イオン (Si IV、O III、N III と C III) と中性ヘリウムの顕著なスペクトル線が見られ、O5からO9に向かって強くなる。また、顕著なバルマー線も持つが、より晩期型のものほど強くはない。O型星は非常に重いため、非常に高温な核を持ち水素を急速に燃焼している。そのため、O型星は主系列段階を最初に外れる恒星である。
1943年にMKK分類法が最初に記述された際は、O型の細分類として用いられたのはO5からO9.5までのみであった。MKKの分類は1971年にO9.7まで拡張され、さらにO2、O3、O3.5を追加する新しい分類法が後に導入された。
スペクトル標準
- O7V – いっかくじゅう座S星
- O9V – とかげ座10番星

### B型星

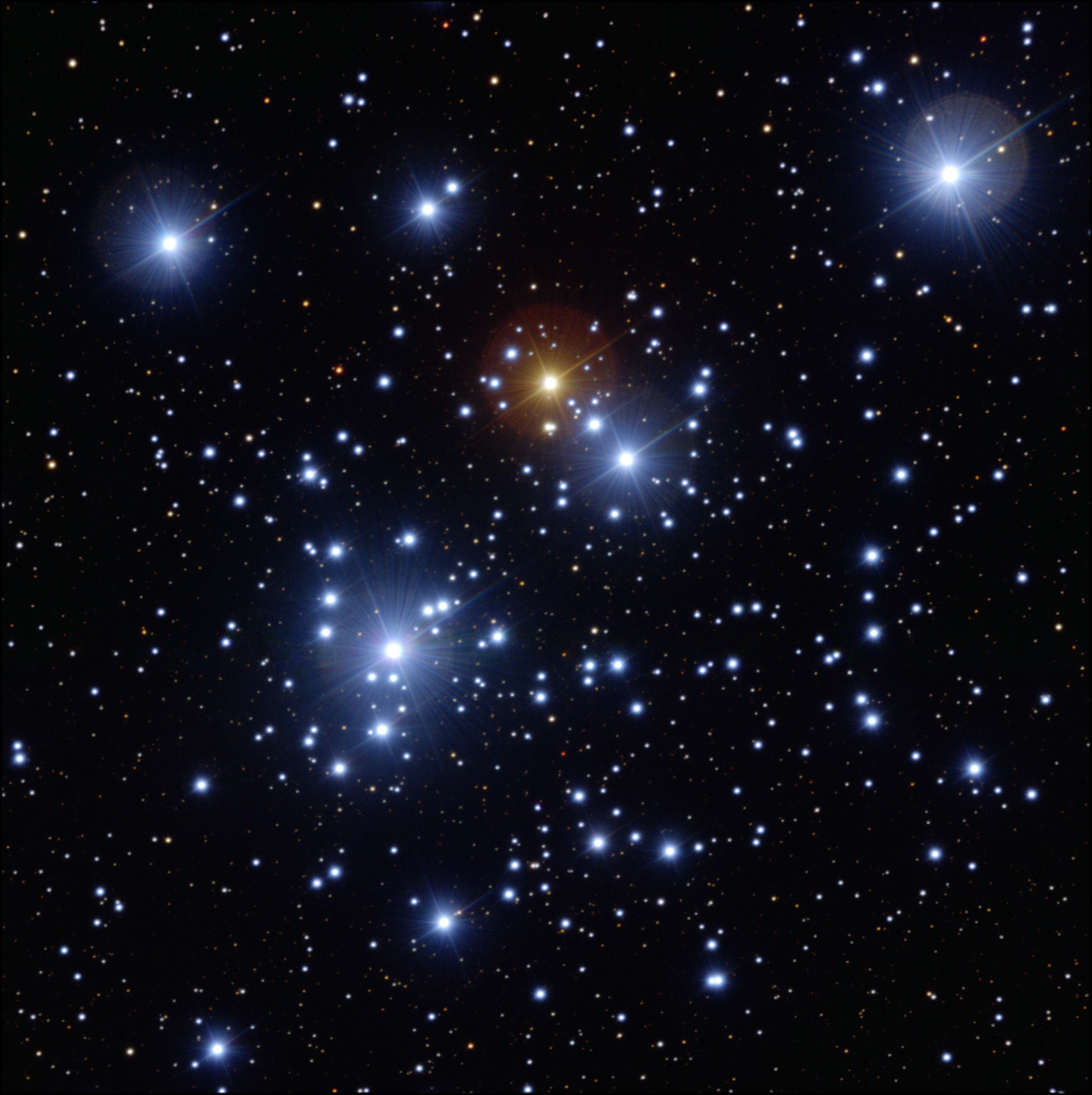
NGC 4755 にあるB型星 (Credit: ESO VLT)

B型星は非常に明るく青い色をしている。B型星のスペクトルは中性ヘリウムのスペクトル線を持ち、これはB2型で最も強くなる。またある程度の水素線を持つ。O型星とB型星は非常に活動的で、寿命は比較的短い。そのため、これらのタイプの恒星はその寿命の間に運動学的な相互作用を起こす確率が低く、逃走星を除いては形成された領域から遠く離れることはできない。
O型星とB型星の境界は、元々は He II λ4541 のスペクトル線が消えるところで定義されていた。しかし、現在の観測装置を用いると、早期B型星でもこのスペクトル線は依然として存在していることが分かる。現在では、B型の主系列星は代わりに He I の紫のスペクトルの強度で定義されており、これはB2で強度が最大になる。超巨星の場合、代わりにケイ素のスペクトル線が用いられる。Si IV λ4089 と Si III λ4552 線が早期B型星を示す。中期B型星では、Si II λ4128-30 に対する後者のスペクトルの強度が決定的な特徴であるのに対し、晩期B型星では、He I λ4471 に対する Mg II λ4481 の強度が特徴となる。
これらの恒星は、誕生した場所である巨大分子雲に伴ったOBアソシエーション中に発見される傾向がある。オリオンOB1アソシエーションは銀河系の渦状腕の大部分を占めており、オリオン座の明るい恒星の大部分を含んでいる。太陽系の近傍にある恒星のうち、800個に1個 (0.125%) がB型主系列星である。
Be星として知られる、重いがまだ超巨星になっていない恒星は、1つかそれ以上の顕著なバルマー系列での放射を持っているか、あるいは過去のある段階で持っていた主系列星であり、水素に関連した電磁放射の系列を持つ非常に興味深い対象である。Be星は一般的に、異常に強い恒星風、高い表面温度、さらに奇妙なほど高速な自転をして多くの質量を失っている天体として特徴付けられる。B(e)星もしくはB[e]星として知られる天体は禁制線の中性もしくは低階電離の特徴的な輝線を持ち、量子力学の現在の理解では通常は起きない過程が進行している。
スペクトル標準
- B0V – オリオン座υ星
- B0Ia – アルニラム
- B2Ia – オリオン座χ2星
- B2Ib – ケフェウス座9番星
- B3V – おおぐま座η星
- B3V – ぎょしゃ座η星
- B3Ia – おおいぬ座ο2星
- B5Ia – おおいぬ座η星
- B8Ia – リゲル

### A型星

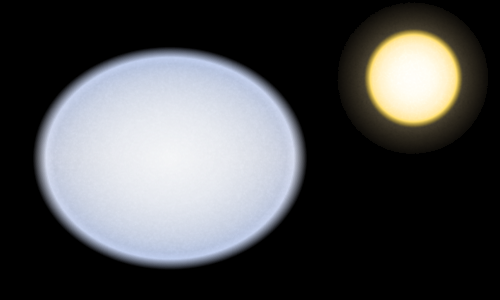
A型星のベガ（左）と太陽（右）の比較

A型星はより一般的な肉眼で見える恒星のひとつであり、白色か青白色である。A型星はスペクトル中に強い水素線を持ち、これはA0で最大となる。また電離した金属の線である Fe II、Mg II、Si II も持ち、A5で最大となる。Ca II 線の存在はこの段階で特に強くなる。太陽系の近傍にある恒星のうち、160個に1個 (0.625%) がA型主系列星である。
スペクトル標準
- A0Van – おおぐま座γ星
- A0Va – ベガ
- A0Ib – しし座η星
- A0Ia – HD 21389
- A1V – シリウスA
- A2Ia – デネブ
- A3Va – フォーマルハウト

### F型星

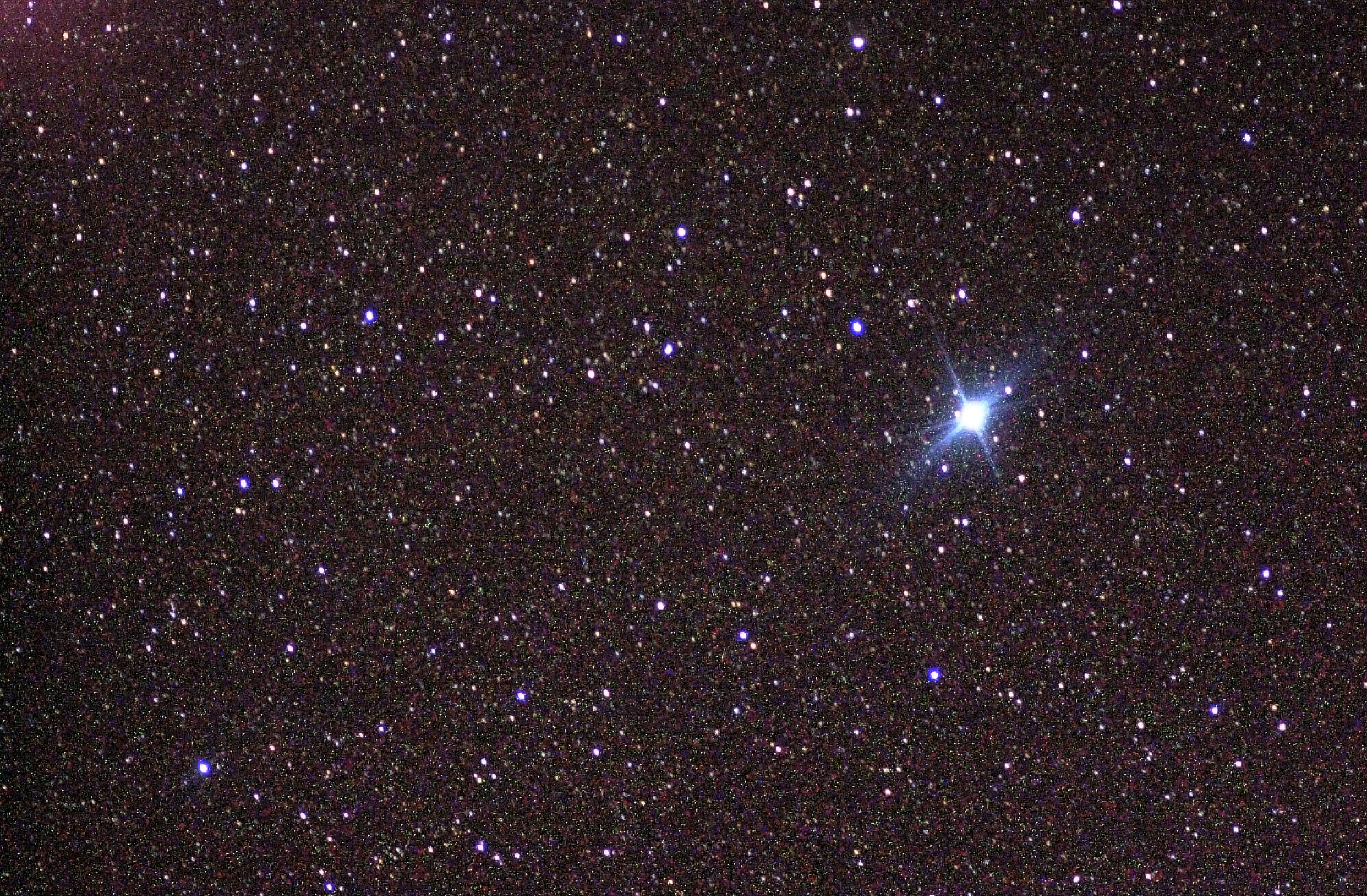
夜空で2番目に明るい恒星で、F型の巨星であるカノープス

F型星は、スペクトル中のCa II のH、K線が強い恒星である。晩期F型星にかけては、電離した金属のスペクトル線において中性金属 (Fe I、Cr I) が増え始める。F型星のスペクトルは、弱い水素線と電離した金属の線で特徴付けられる。恒星の色は白色である。太陽系の近傍にある恒星のうち、33個に1個 (3.03%) がF型主系列星である。
スペクトル標準
- F0IIIa – しし座ζ星
- F0Ib – うさぎ座α星
- F2V – おおぐま座78番星

### G型星

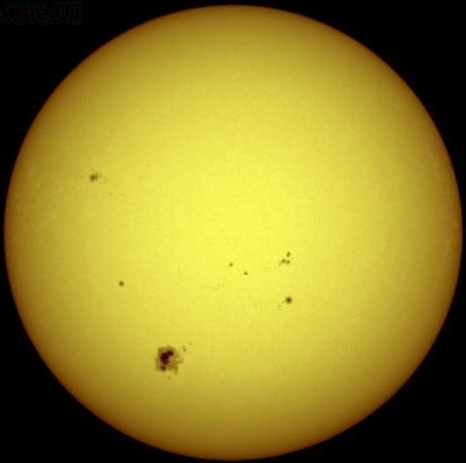
暗い黒点を持つ、G2型の主系列星である太陽

太陽を含むG型星は、スペクトル中に顕著な Ca II のH、K線を持ち、これはG2で最大となる。水素線はF型星よりも弱いが、電離した金属のスペクトル線に加え、中性金属のスペクトル線も示す。CH分子のGバンドに顕著なスパイクが存在する。太陽系の近傍にある恒星のうち、およそ13個に1個 (7.5%) がG型主系列星である。
G型星は、HR図上で "Yellow Evolutionary Void" に位置する恒星を含む。超巨星はしばしば進化の過程でO型かB型（青色超巨星）とK型かM型（赤色超巨星）の間を行き来する。この過程において、超巨星はG型に相当する黄色超巨星の状態にはほとんど留まらない。これは、黄色超巨星の状態は極めて不安定であるためである。
スペクトル標準
- G0V – りょうけん座β星
- G0IV – うしかい座η星
- G0Ib – みずがめ座β星
- G2V – 太陽
- G5V – くじら座κ1星
- G5IV – ヘルクレス座μ星
- G5Ib – ペガスス座9番星
- G8V – おおぐま座61番星
- G8IV – わし座β星
- G8IIIa – ふたご座κ星
- G8IIIab – おとめ座ε星
- G8Ib – ふたご座ε星

### K型星

K1.5巨星のアークトゥルスと、太陽、アンタレスの比較（アークトゥルスは中央右上）

K型星は、太陽よりわずかに低温な橙色の恒星である。太陽系の近傍にある恒星のうち、およそ12%がK型主系列星である。K型の巨星も近傍に存在し、ケフェウス座RW星のような極超巨星から、アークトゥルスのような巨星や超巨星もある。一方、ケンタウルス座α星BのようなK型の主系列星もある。
K型星のスペクトルは、水素線が存在する場合にそれらは非常に弱く、大部分は中性金属のスペクトル線である (Mn I、Fe I、Si I)。晩期K型星では、酸化チタンの分子吸収帯が見られるようになる。スペクトル型がK型である恒星では、その周囲のハビタブルゾーン内にある惑星で生命が発生する可能性が高くなる可能性があるという予測が存在する。
スペクトル標準
- K0V – りゅう座σ星
- K0III – ポルックス
- K0III – はくちょう座ε星
- K2V – エリダヌス座ε星
- K2III – へびつかい座κ星
- K3III – うしかい座ρ星
- K5V – はくちょう座61番星A
- K5III – りゅう座γ星

### M型星
M型星は最も多数存在する恒星であり、太陽系の近傍にある恒星のうちおよそ76%がM型の恒星である。しかし、M型主系列星（赤色矮星）は光度が低く、例外的な状況を除けば肉眼で観測できるほど明るいものは無い。知られている中で最も明るい赤色矮星は、等級が6.6のM0V型のけんびきょう座AX星であり、これより明るいものが発見されることは非常に考えづらい。
大部分のM型星は赤色矮星であるが、ケフェウス座VV星やアンタレス、ベテルギウスなどの銀河系内で最大級の超巨星の大部分もスペクトル型はM型である。さらに、褐色矮星の中で大きく高温なものも晩期M型であり、通常はM6.5からM9.5の範囲にある。
M型星のスペクトルは、酸化物分子によるスペクトル線（可視光線では特にTiO）とすべての中性金属が見られるが、水素の吸収線は通常は見られない。TiOの吸収帯はM型星で強くなり、おおむねM5型の可視光のスペクトルで主要となる。酸化バナジウム (VO) の吸収帯は晩期M型で見られるようになる。
スペクトル標準
- M0IIIa – アンドロメダ座β星
- M2III – ペガスス座χ星
- M1-M2Ia-Iab – ベテルギウス
- M2Ia – ガーネット・スター

## スペクトル型の拡張
新しい種類の天体が発見され、多くの新しいスペクトル型が使用されるようになっている。

### 高温で青色の恒星に対する分類

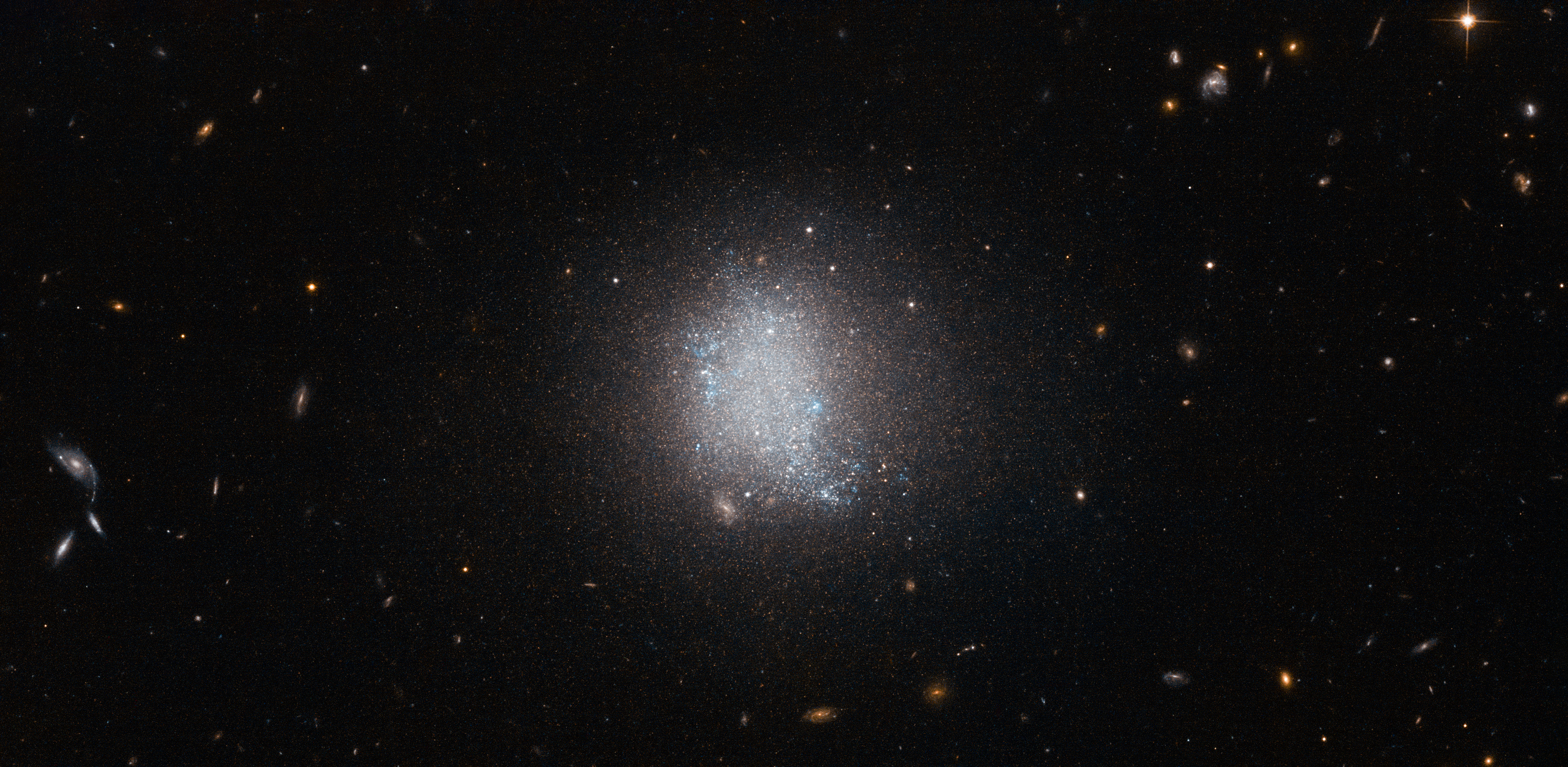
大質量の明るい青色の恒星が形成されている輝線銀河UGC 5797

いくつかの非常に高温で青い恒星のスペクトルには、炭素や窒素、場合によっては酸素による著しい輝線が存在する。

#### ウォルフ・ライエ星

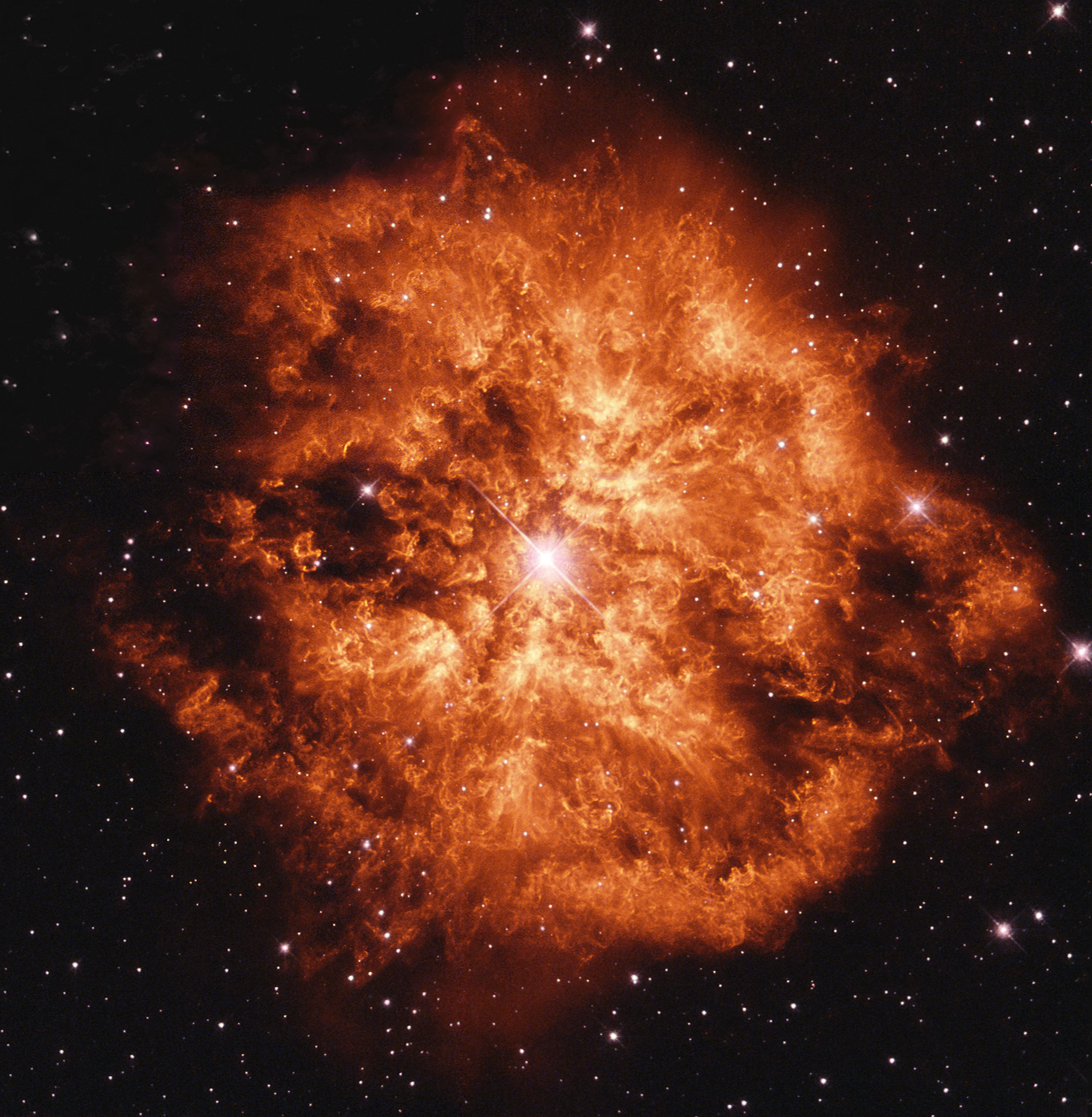
ハッブル宇宙望遠鏡による、星雲M1-67とその中心にあるウォルフ・ライエ星WR 124の画像

かつてはO型に分類されていたW型もしくはWR型のウォルフ・ライエ星は、スペクトル中に水素線が欠如しているのが特徴である。その代わりに、高電離のヘリウム、窒素、炭素、場合によっては酸素の、幅が広い輝線に占められたスペクトルを持つ。これらの恒星の大部分は、恒星風によって水素の外層が吹き飛ばされ、高温のヘリウム殻がむき出しになっている死にゆく超巨星であると考えられている。ウォルフ・ライエ星のスペクトル型は、そのスペクトルと外層における窒素と炭素の輝線の相対的な強さによってさらに細分されている。
ウォルフ・ライエ星のスペクトルの範囲は以下の通りである。
- WN[40] – スペクトルが N III-V と He I-II のスペクトル線で占められているもの
  - WNE (WN2 から WN5、WN6の一部) – より高温、もしくは「早期」(early)
  - WNL (WN7 から WN9、WN6の一部) – より低温、もしくは「晩期」(late)
  - WN10、WN11 – WN型の拡張で、Ofpe/WN9型の恒星に使用される場合がある[40]
  - 水素の輝線が見られるものには "h" が使用され (例：WN9h)、水素の輝線と吸収線双方が見られる場合は "ha" が使用される (例：WN6ha)
- WN/C – WN型のうち強い C IV 線を持つ、WN型とWC型の中間のもの[40]
- WC[40] – スペクトル中に強い C II-IV 線を持つもの
  - WCE (WC4 から WC6) – より高温、もしくは「早期」
  - WCL (WC7 から WC9) – より低温、もしくは「晩期」(late)
- WO (WO1 から WO4) – 強い O VI 線を持つもの。極めて稀

惑星状星雲の中心星 (central stars of planetary nebulae, CSPNe) の大部分はO型のスペクトルを持つが、およそ10%は水素が欠乏しており、ウォルフ・ライエ星と同様のスペクトルを示す。これらは低質量星であり、大質量のウォルフ・ライエ星と区別するため、スペクトル型を表記する際は [WC] のように角括弧を用いる。このような天体の大部分のスペクトル型は[WC]型であり、いくらかは[WO]型であるが、[WN]型は極めて稀である。

#### Slash stars
スペクトルがWN型に似た線を持つO型星は "slash stars" と呼ばれる。名称の "slash" は、スペクトル型を表記する際に "Of/WNL" のようにスラッシュを用いて表記されることに由来する。
このスペクトルを持つ、より低温で「中間的」な "Ofpe/WN9" と分類される二次分類が発見されている。これらの恒星はWN10やWN11とされる場合もあるが、この分類は他のウォルフ・ライエ星との進化の違いが分かってくるに連れて好まれなくなった。最近のより希少な恒星の発見により slash stars の範囲は O2-3.5If*/WN5-7 にまで拡張された。これらは元々の slash stars よりもさらに高温なものである。

#### 強磁場を持つO型星
強い磁場を持つO型星が示すスペクトルに対しての分類も存在する。このような恒星に与えられるスペクトル型は "Of?p" である。

### 低温な赤色・褐色矮星
新しいスペクトル型である L、T、Y は、低温の天体の赤外線スペクトルを分類するために作られたものである。これらのスペクトル型は、可視光線では非常に暗い赤色矮星と褐色矮星を含む。
エネルギーが重力収縮のみによっている褐色矮星は時間の経過とともに冷えていくため、晩期のスペクトル型へと進化していく。褐色矮星はM型のスペクトルを持つ天体として誕生し、冷えることによってL型、T型、Y型へと進化する。この変化は質量が軽い褐色矮星ほど速く、最も重い部類の褐色矮星の場合は冷却が遅いため、宇宙年齢の間にはY型、場合によってはT型にも進化することはできない。これにより、異なる L、T、Y型のスペクトル型を持つある質量と年齢の褐色矮星では有効温度と光度の間に解決できない重複が生じるため、温度や光度の明確な値を与えることができない。

#### L型星

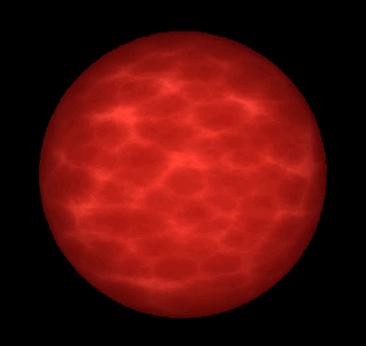
L型矮星の想像図

L型矮星はM型星よりも低温であり、使用されていないアルファベットの中でMに最も近いものがLであるためにこの文字が選ばれた。これらの天体の一部は水素の核融合を起こすのに十分な質量を持っており、したがってそのような天体は恒星に分類される。しかし大部分は恒星より軽い質量を持つ褐色矮星である。これらの天体は非常に暗い赤色を示し、赤外線の波長で最も明るい。L型星の大気は金属水素化物とアルカリ金属が主要なスペクトルを占める程度に低温である。
巨星では表面重力が小さいため、TiO や VO を含む凝縮物は生成されない。そのため、孤立した環境では矮星よりも大きなL型星は決して形成されない。しかし恒星の衝突を介してL型のスペクトルを示す超巨星が形成される可能性はある。その一例がいっかくじゅう座V838星であり、高輝度赤色新星の増光を起こしている最中にL型のスペクトルを示したことが報告されている。

#### T型星：メタン矮星

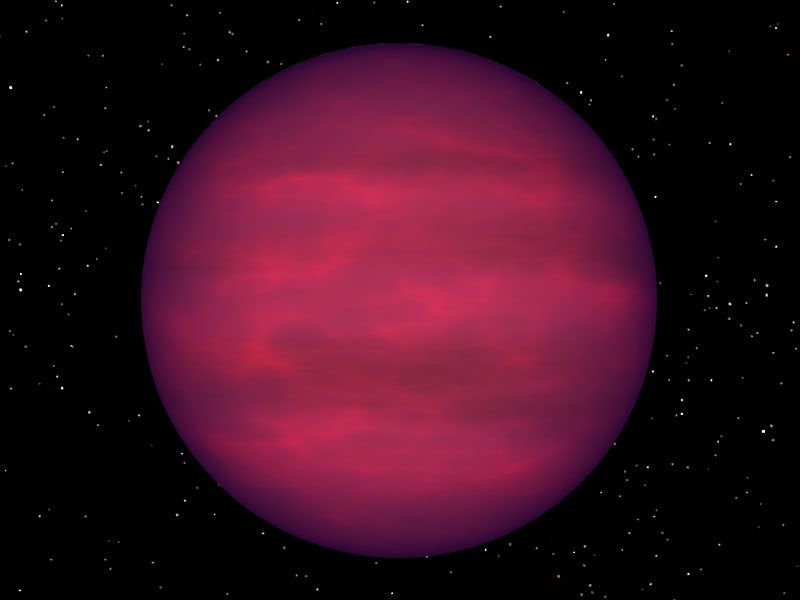
T型矮星の想像図

T型矮星は、表面温度が約 550-1300 K の低温な褐色矮星である。これらの放射のピークは赤外線の波長であり、スペクトル中ではメタンの特徴が目立つ。
最近の研究が正しければ、T型とL型の天体は他のすべての型を合わせたものよりも一般的な存在である。褐色矮星は宇宙の年齢の数倍と非常に長寿命であるため、破壊的な衝突が無い限りこれらの分類の天体の数は増加を続けることになる。
数多くの原始惑星系円盤の研究によると、銀河系内の恒星の数はこれまでに想定されていたよりも数桁多いことが示唆されている。これらの原始惑星系円盤はお互いに競い合うような関係にあるとする理論が提唱されている。最初に形成されたものは原始星となり、これは近傍にある他の原始惑星系円盤を破壊してガスを剥ぎ取ってしまう。その犠牲となった原始惑星系円盤はおそらくは主系列星やL、T型の褐色矮星となり、これらは暗いために観測が難しいものとなる。

#### Y型星

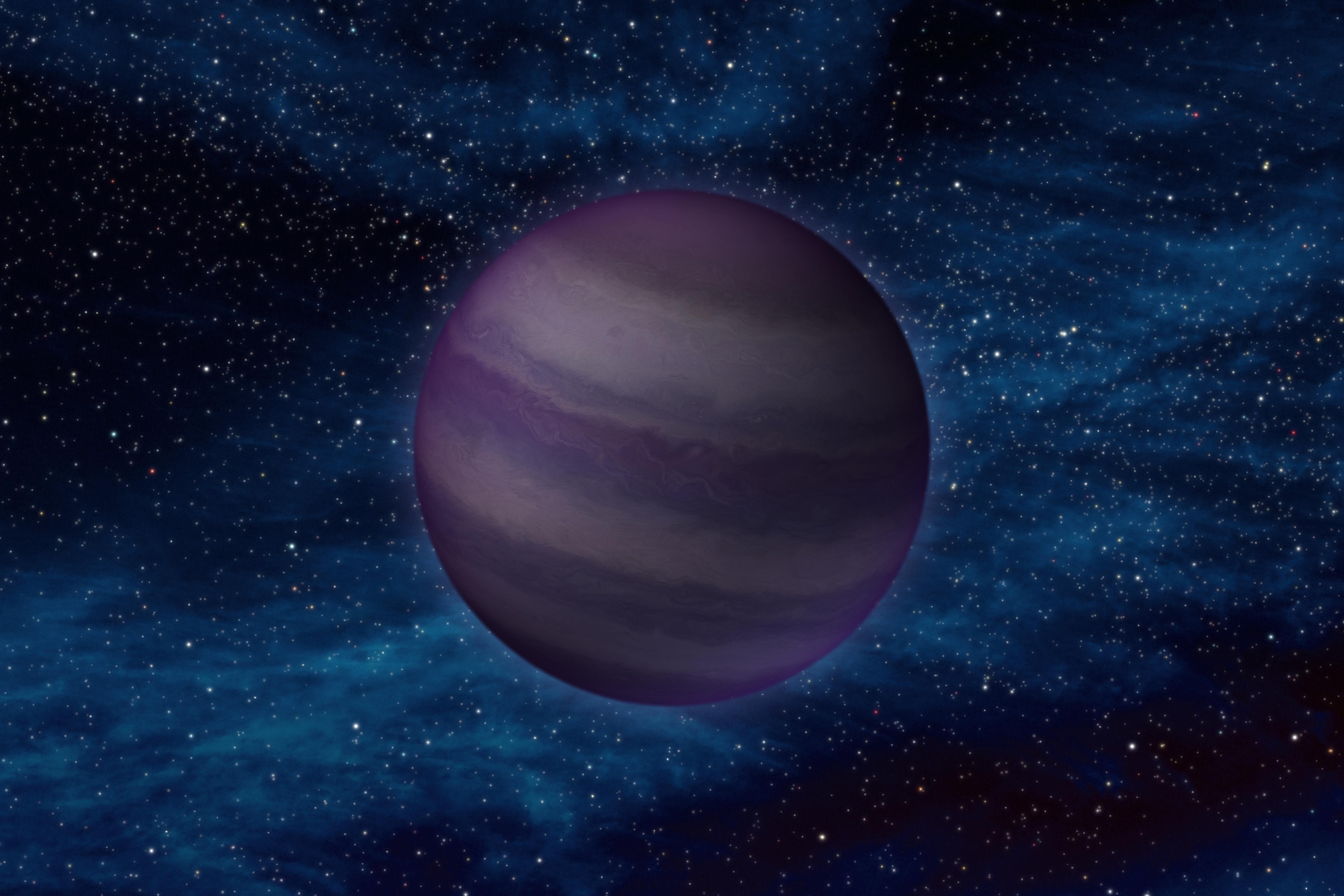
Y型矮星の想像図

Y型のスペクトルを持つ褐色矮星はT型のものよりもさらに低温であり、T型とは定性的に異なるスペクトルの特徴を示す。2013年8月の時点では、17個の天体がY型に分類されている。これらの褐色矮星は理論的にモデル化され、WISE による観測では40光年以内の距離に発見されているものの、十分に定義されたスペクトル分類法やその原型は存在しない。それでも、いくつかの天体をスペクトル型Y0、Y1、Y2に分類しようという提案が行われている。
Y型に属すると考えられる天体のスペクトルは、1.55 µm 付近に吸収の特徴を持つ。Delorme らによる論文では、この特徴はアンモニアの吸収によるものであることが示唆されており、またこの特徴の有無をT型とY型を特徴づけるものとして取り扱うことが提案されている。実際、このアンモニアの吸収による特徴は、この分類を定義するために採用された主要な基準である。しかしこの特徴は水とメタンの分子による吸収と区別することが難しく、別の研究者らはY0型というスペクトル型を割り当てたのは早計であると述べている。
Y型のスペクトルを持つと考えられる中で最も晩期の褐色矮星は WISE 1828+2650 で >Y2型である。この天体の有効温度は 300 K 程度と推定されており、人間の体温に近い温度である。しかし年周視差の測定からは、この天体の光度は温度が 400 K 程度を下回る天体としては矛盾する値であるとの指摘もある。2020年の時点で知られている中で最も低温なY型矮星は WISE 0855-0714 で、約 250 K である。
Y型矮星の質量は9-25木星質量の範囲であるが、若い天体の場合は木星質量を下回る可能性もある。したがってY型の天体は、国際天文学連合が現在定めている褐色矮星と惑星の境界である、重水素の核融合が発生する限界質量の13木星質量をまたいで存在していることを意味する。

### 晩期の炭素星の巨星
炭素星は、トリプルアルファ反応によるヘリウムの核融合の副産物である炭素がスペクトル中に見られる恒星である。炭素の存在量が増加し、また並行してs過程による重元素生成が起きるため、これらの恒星のスペクトルは通常の晩期のスペクトル型であるG、K、M型星とは大きく異なったものになる。炭素が豊富な恒星に対応するスペクトル型はSとCである。
これらの巨星は炭素を自身で生成していると推定されるが、この分類にある一部の恒星は二重星であり、現在は白色矮星となっている伴星が炭素星であった時に物質が輸送されたことによって、炭素の多い奇妙な大気を持つようになったと推定されている。

#### C型：炭素星

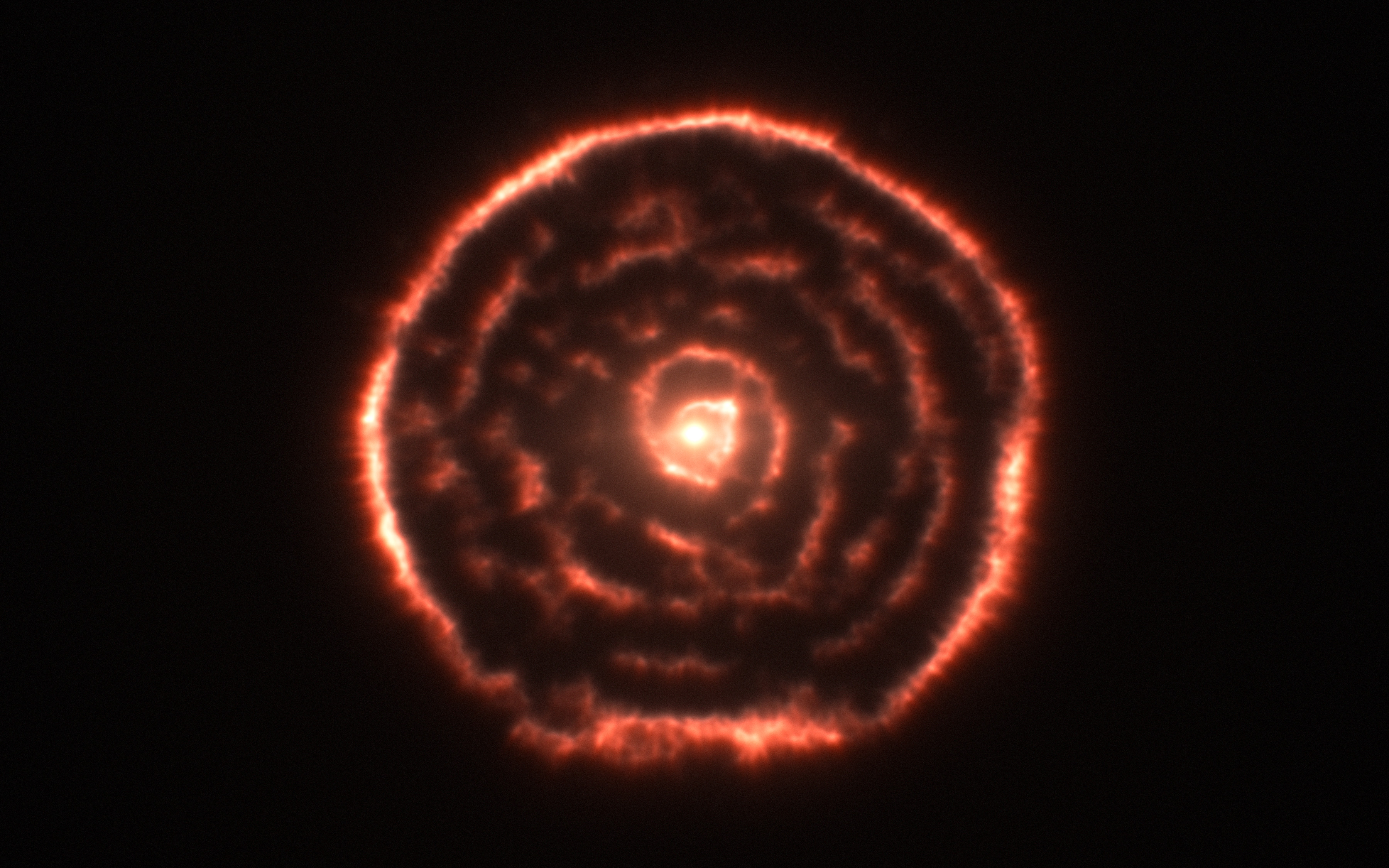
炭素星ちょうこくしつ座R星とその印象的なスパイラル構造の画像

元々はR型星やN型星と分類されていたこれらの恒星は、炭素星としても知られている。これらは寿命の終わりに近い赤色巨星であり、大気中に炭素の超過が見られる。古いR型とN型の分類は、通常の分類の中期G型から晩期M型までに平行して用いられていた。これらは炭素星を分類するための新しい型であるCへと統一され、かつてのN0型はおおむねC6型に対応する。低温の炭素星の別の細分にはC-J型があり、スペクトル中に12CN に加えて 13CN の強い特徴が存在することによって特徴付けられる。主系列段階の炭素星もいくつか知られているが、炭素星として知られているものの圧倒的多数は巨星か超巨星である。C型星にはいくつかの細分類が存在する。
- C-R – かつてはR型に分類されており、一般的な分類での晩期G型から早期K型に対応する炭素星である。
- C-N – かつてはN型に分類されており、一般的な分類での晩期K型からM型に対応する。
- C-J – 低温なC型星の細分類であり、13C を多く含む。
- C-H – C-R型星に類似する種族IIの恒星。
- C-Hd – 水素が欠乏した炭素星であり、CH（英語版）とC2のスペクトル帯を持つ晩期G型超巨星に類似する。

#### S型星
S型星は、M型星と炭素星を連続的に繋ぐ位置づけの恒星である。S型星の中でM型星に最も近いものは一酸化ジルコニウム (ZrO) の吸収帯を持ち、これはM型星での酸化チタン (TiO) の吸収帯に似たものである。一方で炭素星に最も近いものは強いナトリウムのD線と弱い C2 のスペクトル帯を持つ。S型星はジルコニウムやその他のs過程で生成された元素の存在量に超過が見られるほか、M型星や炭素星よりも炭素と酸素の存在度が類似している。炭素星と同様に、知られているS型星のほぼすべては漸近巨星分枝星である。
スペクトル分類は、アルファベットのSと0から10までの数字の組み合わせからなる。この数字は恒星の温度に対応しており、M型巨星に用いられている温度スケールに近似的に従う。最も一般的な型はS3型からS5型である。一般的ではないS10型という分類は、はくちょう座χ星の光度が極めて極小になっている時にのみ使用される。
S型星は、基本的な分類の後にその組成を示す豊富な分類によって細分化される。例えば、S2,5、S2/5、S2 Zr4 Ti2、S2*5 である。コンマの後に続く数字は1から9までの数値を取り、一酸化ジルコニウム (ZrO) と酸化チタン (TiO) の比に基づいて決められる。スラッシュの後に続けて数字を書く分類はより最近生まれたものだがあまり一般的ではなく、酸素に対する炭素の比率を示す数値である。1から10の間の数値を取り、0がMS星となるように決められている。また、3番目の例のように、ジルコニウムとチタンの強度を陽に書き表す場合もある。アスタリスクに続けて数字を書く分類も時折見られ、これは1から5のスケールで一酸化ジルコニウムのスペクトル帯の強度を示している。

#### MS型とSC型
M型とS型の間での境界にある型はMSという分類が与えられる。同様に、S型とC-N型の境界にあるものにはSC型もしくはCS型という分類が用いられる。漸近巨星分枝に位置する炭素星は、年齢が進むにつれて炭素の存在量が増加し、M → MS → S → SC → C-N という系列をたどるという仮説が提唱されている。

### 白色矮星のスペクトル分類

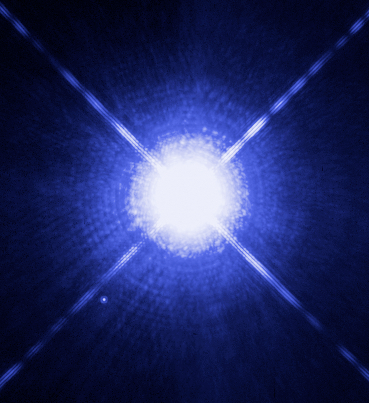
ハッブル宇宙望遠鏡で解像されたシリウスA(中央)と、DA2型の白色矮星であるシリウスB (左下)

D型という分類は、白色矮星に対して現在用いられているスペクトル分類である。白色矮星は、低質量の恒星がもはや核融合を継続できなくなり、惑星程度の大きさにまで収縮してゆっくりと冷却している状態にある天体である。"D" は縮退 (degenerate) から採られている。D型は、さらに DA、DB、DC、DO、DQ、DX、DZ に分割される。これらの文字は他の恒星への分類として用いられているものとは関連しておらず、白色矮星の観測可能な外層や大気の組成を示すものである。
白色矮星の分類は以下の通りである。
- DA – 水素が豊富な大気もしくは外層の存在が、強い水素のバルマー系列のスペクトル線によって示されているもの。
- DB – ヘリウムが豊富な大気の存在が、He I (中性ヘリウム)のスペクトル線によって示されているもの。
- DO – ヘリウムが豊富な大気の存在が、He II (一階電離したヘリウム)のスペクトル線によって示されているもの。
- DQ – 炭素が豊富な大気の存在が、炭素原子もしくは分子のスペクトル線によって示されているもの。
- DZ – 金属豊富な大気の存在が、金属のスペクトル線によって示されているもの(使われなくなった白色矮星のスペクトル型であるDG、DK、DMを統合したもの)。
- DC – 上記の分類のうちいずれのスペクトル線の強い特徴も示さないもの。
- DX – 上記の分類のどれかに分類できるほどスペクトル線が十分に明確ではないもの。

アルファベットでの分類の後に続く数字は、白色矮星の表面温度を示すものである。この数値は、Teff を白色矮星の有効温度とした際に、50400/Teff を丸めたものとなる。温度の単位はケルビンである。当初はこの数字は一桁の1から9までの数字に丸められていたが、最近では1未満や9より大きい数字のほか、小数の値も使用され始めている。
上記のスペクトルの特徴を2つ以上示す白色矮星のために、2つ以上の文字が使用される場合もある。
白色矮星のスペクトル分類の拡張版
- DAB – 中性ヘリウムのスペクトル線を示す水素・ヘリウム豊富な白色矮星
- DAO – ヘリウムイオンのスペクトル線を示す水素・ヘリウム豊富な白色矮星
- DAZ – 水素が豊富な金属の多い白色矮星
- DBZ – ヘリウムが豊富な金属の多い白色矮星

白色矮星に対しては、スペクトルの特性を示すための他のタイプの恒星とは異なる記号が用いられる。
| 文字 | スペクトルの特徴                                                                           |
| ---- | ------------------------------------------------------------------------------------------ |
| P    | 検出可能な偏光を伴った磁場を持つ白色矮星 Magnetic white dwarf with detectable polarization |
| E    | 輝線を持つ白色矮星                                                                         |
| H    | 検出可能な偏光を伴わない磁場を持つ白色矮星                                                 |
| V    | 変光星                                                                                     |
| PEC  | スペクトルに特徴が存在する                                                                 |

### 恒星以外のスペクトル分類
キャノンによってドレイパーのスペクトル分類から残されたスペクトル型である P と Q が、一部の恒星ではない天体に対して時折用いられる。P型は惑星状星雲の中にある恒星であり、Q型は新星に対して用いられる。

## 恒星の残骸
恒星の残骸は、恒星の死に伴って形成される天体である。この分類には白色矮星も含まれており、白色矮星へのスペクトル型であるD型の分類手法が他のものとは大きく異なることからも分かるように、恒星ではない天体をMK分類に適合させることは難しい。
MK分類が基礎としているヘルツシュプルング・ラッセル図は本質的に観測的なものであるため、恒星の残骸である天体は図中に容易には図示できないか、あるいは全く図示できない場合もある。年老いた中性子星は比較的小さく低温であり、ヘルツシュプルング・ラッセル図上に表すとするとはるか右側に位置することになる。惑星状星雲は動的な天体であり、その前駆体となった恒星が白色矮星へと遷移していくにつれて急速に明るさを減少させる傾向にある。もし図中に惑星状星雲を示すのであれば、図の右上象限の右側に位置することになる。ブラックホールは自身では可視光線を放出しないため、図中には表すことができない。
ローマ数字を用いた中性子星の分類系統が提案されている。I型は冷却率が低い軽い中性子星、II型はより高い冷却率を持つ重い中性子星、III型は高い冷却率を持つさらに重い中性子星（異種星の候補天体）である。中性子星の質量が大きいほど、ニュートリノの流束が大きくなる。これらのニュートリノは非常に多くの熱エネルギーを持ち去るため、孤立した中性子星の温度はわずか数年のうちに数十億Kから百万K程度にまで低下する。中性子星の分類において提案されているこの分類系統は、初期の恒星の分類におけるセッキのスペクトル階級やヤーキスの光度階級とは異なるものである。

## 置き換えられたスペクトル分類
20世紀半ばまで、一般的ではない恒星に対して用いられていたいくつかのスペクトル型は、恒星の分類系統が改定される間に置き換えられた。それらのいくつかは、恒星のカタログの古い版にまだ見られる場合がある。かつて使用されていたRやN型は、C-RやC-NとしてC型の中に組み込まれている。

## 恒星の分類と居住可能性、生命の探査
人類は最終的にはあらゆる種類の恒星周りの居住可能な領域に移住できるようになる可能性がある。ここでは、太陽以外の恒星周りでの生命誕生の可能性について述べる。
恒星の安定性、光度、寿命は、すべてその恒星周りの居住可能性に関する要素である。我々は周囲に生命を持っている恒星は一つだけしか知らず、それは重元素が豊富で明るさの変動が小さいG型星、すなわち太陽である。また、多くの恒星系とは異なり、恒星ただ一つからなる系であるという要素もある（惑星の居住可能性の連星系の節も参照）。
これらの制約と、生命を持つ経験的な例が1つしか存在しないという問題から、現在我々が知るような生命を持つことが可能であると予想される恒星の範囲は、いくつかの要素によって限定される。地球を基準として考えると、主系列星のうち太陽の1.5倍よりも重い恒星（スペクトル型O、B、Aのもの）は高度な生命が発達するためには進化が早すぎる。逆の極限として、太陽の半分未満の質量を持つ矮星（M型の恒星）の場合は、そのハビタブルゾーン内で惑星は潮汐的に固定される可能性が高くなり、別の問題が発生する。赤色矮星周りでの生命に関しては多くの問題があるものの、これらの存在個数が非常に多く寿命も長いことから、多くの天文学者はこれらの系における生命のモデル化を続けている。
これらの理由により、NASAのケプラーによる太陽系外惑星探査ミッションでは、スペクトル型がAの恒星よりも軽く、M型よりも重い近傍の主系列星周りのハビタブル惑星を探査の対象としていた。